# Nerebyskogen en Sjöhed
Nerebyskogen en Sjöhed (Zweeds: Nerebyskogen och Sjöhed) is een småort in de gemeente Kungälv in het landschap Bohuslän en de provincie Västra Götalands län in Zweden. Het småort heeft 140 inwoners (2005) en een oppervlakte van 34 hectare. Eigenlijk bestaat het småort uit twee plaatsen: Nerebyskogen en Sjöhed.